# القمة الخليجية 2013 (الكويت)
قمة مجلس التعاون الخليجي 2013 أو القمة الخليجية 34  هي قمة قادة دول مجلس التعاون لدول الخليج العربية عقدت في يوم الثلاثاء 10 ديسمبر 2013 بقصر بيان في دولة الكويت. برئاسة صاحب السمو الشيخ صباح الأحمد الصباح أمير دولة الكويت. 

## القادة المشاركين

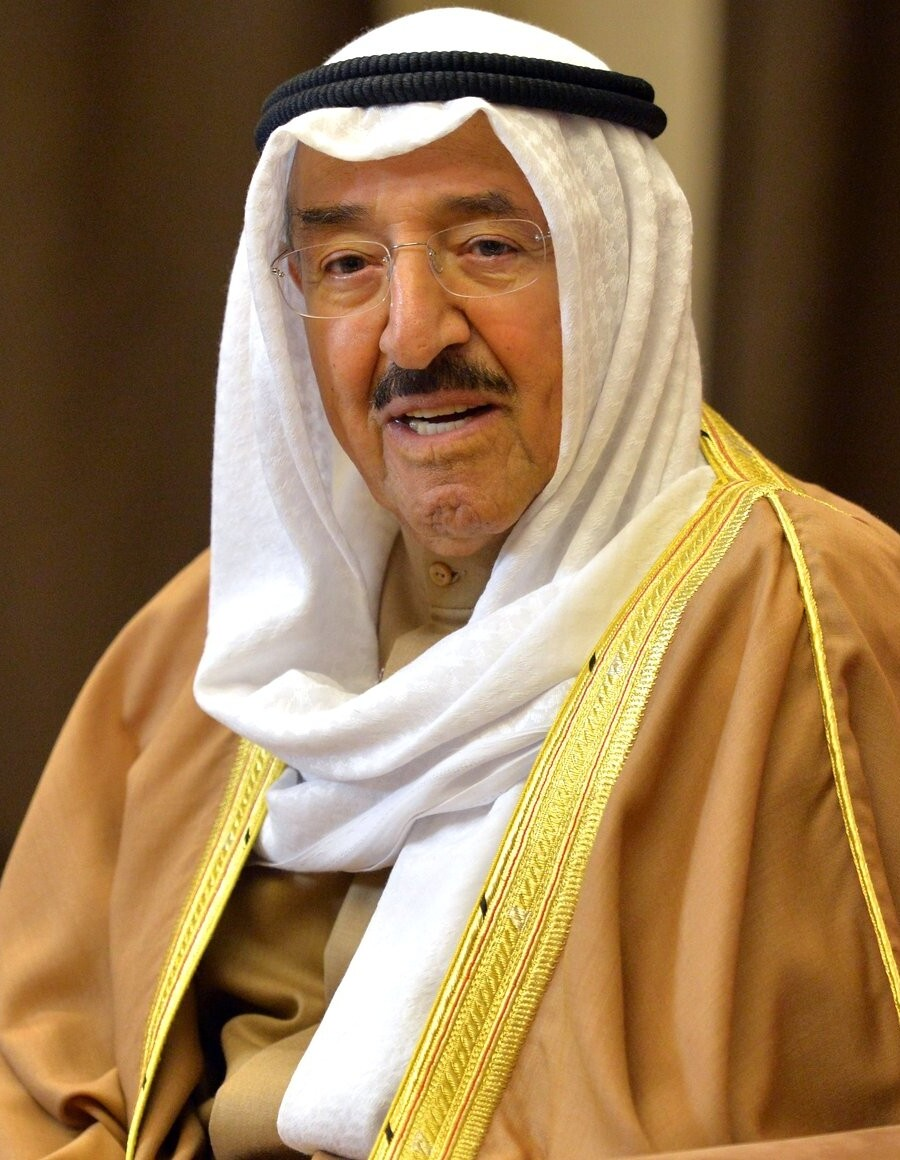
دولة الكويت صاحب السمو الشيخ صباح الأحمد الجابر الصباح أمير دولة الكويت (رئيس القمة)
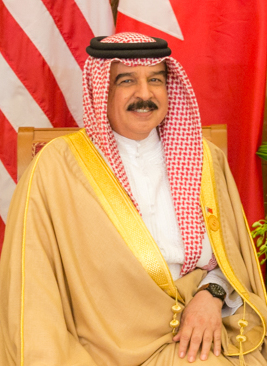
مملكة البحرين صاحب الجلالة الملك حمد بن عيسى آل خليفة ملك مملكة البحرين
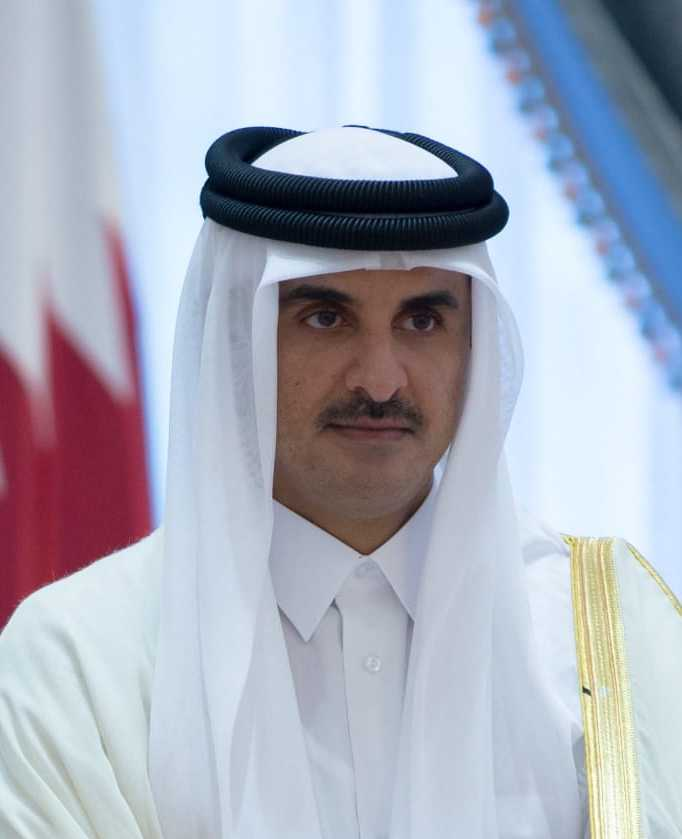
دولة قطر صاحب السمو الشيخ تميم بن حمد آل ثاني أمير دولة قطر
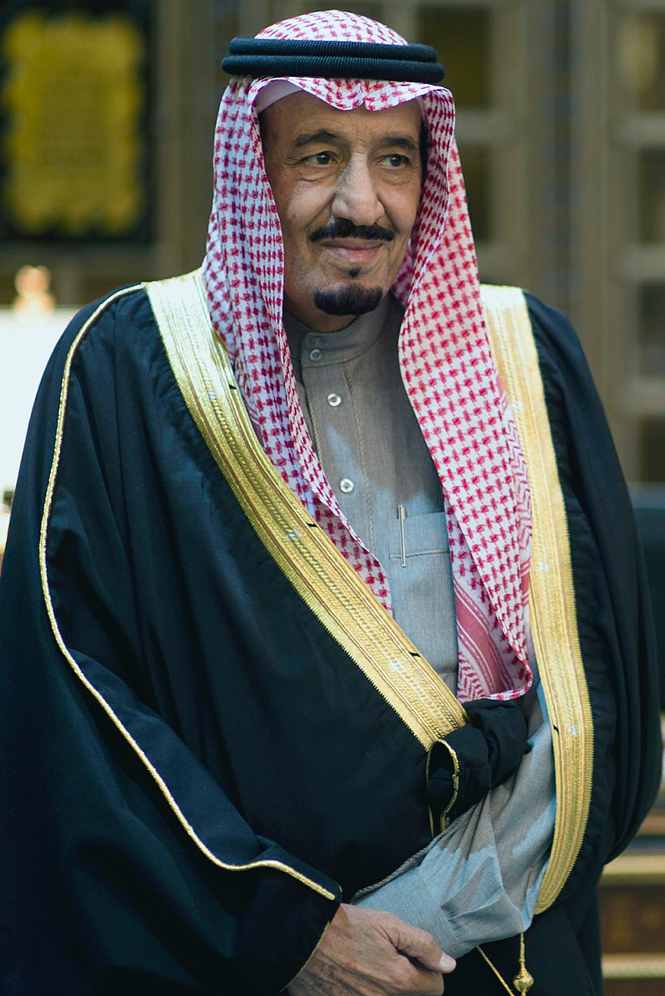
المملكة العربية السعودية صاحب السمو الملكي الأمير سلمان بن عبدالعزيز آل سعود ولي العهد
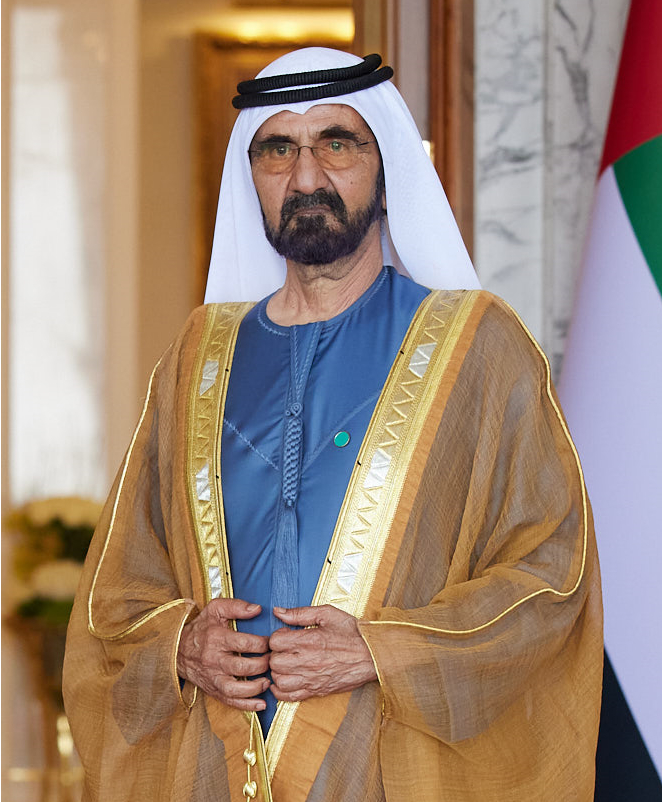
دولة الإمارات العربية المتحدة صاحب السمو الشيخ محمد بن راشد آل مكتوم حاكم إمارة دبي
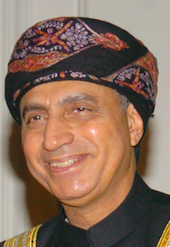
سلطنة عمان صاحب السمو السيد فهد بن محمود آل سعيد نائب رئيس الوزراء لشؤون مجلس الوزراء
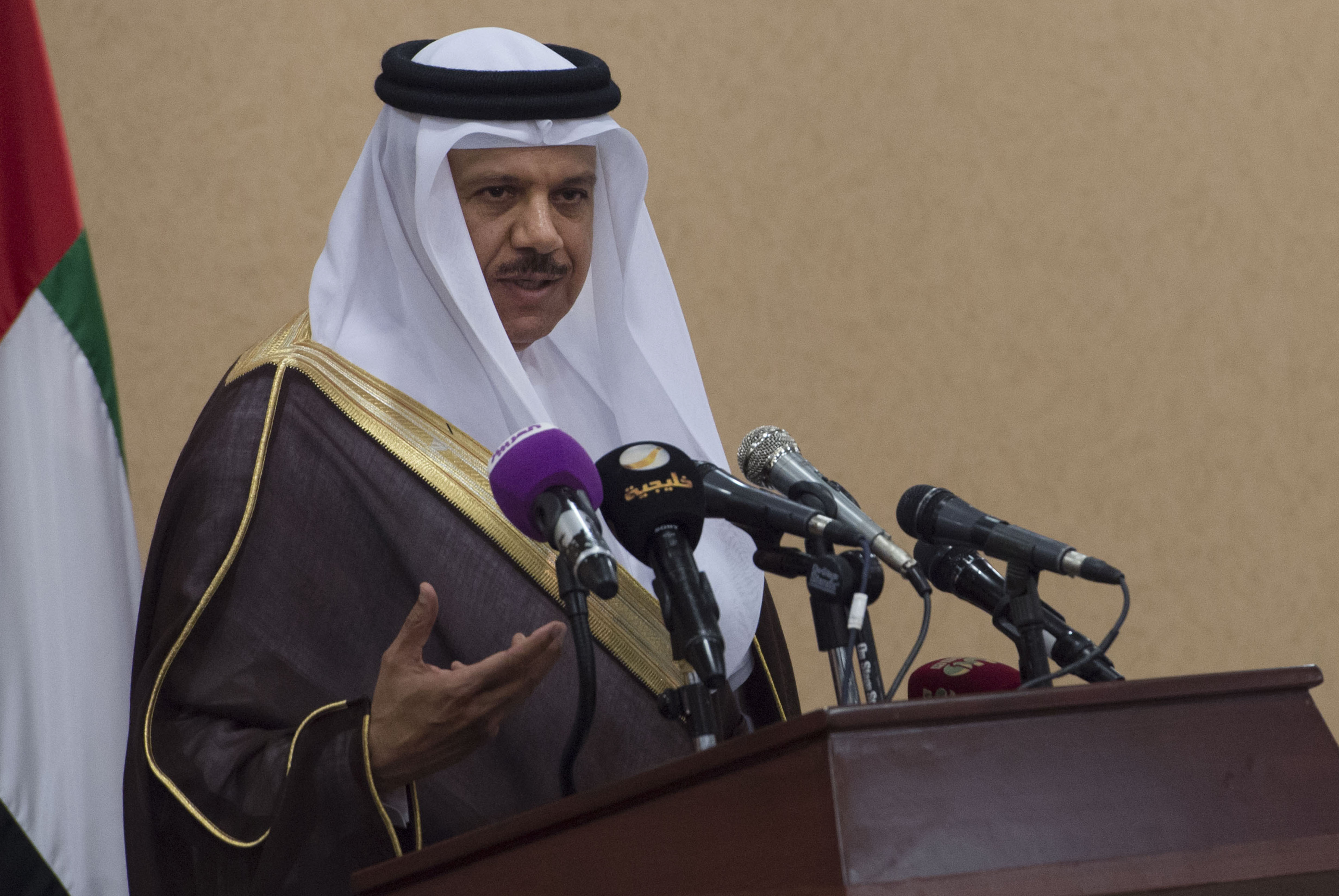
الأمانة العامة لمجلس التعاون الخليجي معالي الدكتور عبداللطيف بن راشد الزياني أمين عام مجلس التعاون لدول الخليج العربية